# جزیره بالاباک
جزیره بالاباک (انگلیسی: Balabac Island) یکی از جزایر کشور فیلیپین در آسیا است
این جزیره ۵۲۵ متر از سطح دریا ارتفاع دارد